# Vita Palamar
Viktorija Hryhorivytj Palamar (ukrainska: Вікторія Григорівна Паламар), född den 12 oktober 1977 Chmelnytskyj, Ukrainska SSR, Sovjetunionen är en ukrainsk friidrottare som tävlar i höjdhopp.
Palamar var i final vid Olympiska sommarspelen 2000 men där räckte hennes 1,96 bara till en sjunde plats. Hon var även i final vid VM 2001 i Edmonton och slutade där på en femte plats, efter ett hopp på 1,94.
Samma placering nådde hon vid VM 2003 i fast denna gång på höjden 1,95. Vid IAAF World Athletics Final 2003 slutade hon trea efter att ha klarat den nya personliga rekordhöjden 2,01. 
Vid VM inomhus 2004 slutade hon på en fjärde plats efter att ha klarat 1,97. Vid VM 2005 blev det åter en femte plats, denna gång räckte 1,93 till detta resultat. Däremot slutade hon först på sjunde plats vid VM 2007.
Hennes första medalj vann hon vid inomhus-VM 2008, en bronsmedalj, med höjden 2,01. Hon deltog även vid Olympiska sommarspelen 2008 och slutade på en femte plats med höjden 1,99.